# 32899 Knigge
32899 Knigge è un asteroide della fascia principale. Scoperto nel 1994, presenta un'orbita caratterizzata da un semiasse maggiore pari a 3,0659940 au e da un'eccentricità di 0,1595629, inclinata di 13,43731° rispetto all'eclittica.
L'asteroide è dedicato allo scrittore tedesco Adolph Knigge.